# Ivenzo Comvalius
Ivenzo Ricky Thurston Comvalius (Paramaribo, 24 juni 1997) is een Surinaams voetballer die doorgaans als aanvaller speelt.

## Carrière
Ivenzo Comvalius speelde in de jeugd van SV Transvaal, waar hij van 2015 tot 2019 in het eerste elftal speelde. In oktober 2018 liep hij stage bij Almere City FC, maar kreeg hier geen contract. In 2019 tekende hij een contract tot medio 2022 bij het Slowaakse AS Trenčín, waar hij op 27 juli 2019 in de met 1-1 gelijkgespeelde thuiswedstrijd tegen MFK Ružomberok zijn debuut maakte. Op 17 augustus 2019, in de met 1-2 gewonnen uitwedstrijd tegen FC Spartak Trnava, scoorde hij zijn eerste doelpunt en gaf hij zijn eerste assist voor Trenčín. In februari 2021 werd hij verhuurd aan het Kroatische NK Dugopolje dat uitkomt in de 2. HNL. Nadat zijn contract bij Trenčín in 2021 afliep, tekende hij een jaar later bij het Spaanse CF Lorca Deportiva. Hier speelde hij tot 2023.

### Statistieken
| Seizoen                    | Club               | Land           | Competitie         | Competitie | Competitie | Beker | Beker | Totaal | Totaal |
| Seizoen                    | Club               | Land           | Competitie         | Wed.       | Dlp.       | Wed.  | Dlp.  | Wed.   | Dlp.   |
| -------------------------- | ------------------ | -------------- | ------------------ | ---------- | ---------- | ----- | ----- | ------ | ------ |
| 2019/20                    | AS Trenčín         | Slowakije      | Fortuna Liga       | 14         | 1          | 1     | 0     | 15     | 1      |
| 2020/21                    | AS Trenčín         | Slowakije      | Fortuna Liga       | 6          | 0          | 1     | 0     | 7      | 0      |
| 2020/21                    | → NK Dugopolje     | Kroatië        | 2. HNL             | 6          | 0          | 0     | 0     | 6      | 0      |
| 2022/23                    | CF Lorca Deportiva | Spanje         | Tercera Federación | 6          | 1          | 0     | 0     | 6      | 1      |
| Carrièretotaal             | Carrièretotaal     | Carrièretotaal | Carrièretotaal     | 32         | 2          | 2     | 0     | 34     | 2      |
| Bijgewerkt op 24 juni 2023 |                    |                |                    |            |            |       |       |        |        |

### Interlandcarrière
In 2018 werd Comvalius voor het eerst geselecteerd voor het Surinaams voetbalelftal. Hij debuteerde in de met 0-4 gewonnen vriendschappelijke wedstrijd tegen Frans-Guyana, waarin hij driemaal scoorde. Met Suriname kwalificeerde hij zich voor divisie B van de CONCACAF Nations League 2019/20. Hierin werd Suriname eerste in de poule, waardoor het naar de A-divisie promoveerde en zich kwalificeerde voor de CONCACAF Gold Cup 2021.
| Interlands van Ivenzo Comvalius voor Suriname | Interlands van Ivenzo Comvalius voor Suriname | Interlands van Ivenzo Comvalius voor Suriname | Interlands van Ivenzo Comvalius voor Suriname | Interlands van Ivenzo Comvalius voor Suriname | Interlands van Ivenzo Comvalius voor Suriname |
| №                                             | Datum                                         | Wedstrijd                                     | Uitslag                                       | Soort wedstrijd                               | Doelpunten                                    |
| Als speler bij SV Transvaal                   | Als speler bij SV Transvaal                   | Als speler bij SV Transvaal                   | Als speler bij SV Transvaal                   | Als speler bij SV Transvaal                   | Als speler bij SV Transvaal                   |
| --------------------------------------------- | --------------------------------------------- | --------------------------------------------- | --------------------------------------------- | --------------------------------------------- | --------------------------------------------- |
| 1.                                            | 18 augustus 2018                              | Frans-Guyana − Suriname                       | 0 – 4                                         | Vriendschappelijk                             | 3                                             |
| 2.                                            | 6 september 2018                              | Dominica − Suriname                           | 0 − 0                                         | CONCACAF Nations League 2019/20               | 0                                             |
| 3.                                            | 14 oktober 2018                               | Suriname − Britse Maagdeneilanden             | 5 – 0                                         | CONCACAF Nations League 2019/20               | 1                                             |
| 4.                                            | 18 november 2018                              | Jamaica − Suriname                            | 2 – 1                                         | CONCACAF Nations League 2019/20               | 0                                             |
| 5.                                            | 16 maart 2019                                 | Suriname − Guyana                             | 3 – 1                                         | Vriendschappelijk                             | 1                                             |
| 6.                                            | 23 maart 2019                                 | Suriname − Saint Kitts en Nevis               | 2 – 0                                         | CONCACAF Nations League 2019/20               | 1                                             |
| Als speler bij AS Trenčín                     |                                               |                                               |                                               |                                               |                                               |
| 7.                                            | 5 september 2019                              | Dominica − Suriname                           | 1 – 2                                         | CONCACAF Nations League 2019/20               | 0                                             |
| 8.                                            | 9 september 2019                              | Suriname − Nicaragua                          | 6 – 0                                         | CONCACAF Nations League 2019/20               | 1                                             |
| 9.                                            | 11 oktober 2019                               | Saint Vincent en de Grenadines − Suriname     | 2 – 2                                         | CONCACAF Nations League 2019/20               | 0                                             |
| 10.                                           | 15 oktober 2019                               | Suriname − Saint Vincent en de Grenadines     | 0 – 1                                         | CONCACAF Nations League 2019/20               | 0                                             |
| 11.                                           | 15 november 2019                              | Suriname − Dominica                           | 4 – 0                                         | CONCACAF Nations League 2019/20               | 0                                             |
| 12.                                           | 19 november 2019                              | Nicaragua − Suriname                          | 1 – 2                                         | CONCACAF Nations League 2019/20               | 1                                             |
| Als speler bij NK Dugopolje                   |                                               |                                               |                                               |                                               |                                               |
| 13.                                           | 24 maart 2021                                 | Suriname − Kaaimaneilanden                    | 3 – 0                                         | WK 2022 Kwalificatie                          | 0                                             |
| 14.                                           | 5 juni 2021                                   | Suriname − Bermuda                            | 6 – 0                                         | WK 2022 Kwalificatie                          | 0                                             |
| 15.                                           | 9 juni 2021                                   | Canada − Suriname                             | 4 – 0                                         | WK 2022 Kwalificatie                          | 0                                             |
| Als clubloze speler                           |                                               |                                               |                                               |                                               |                                               |
| 16.                                           | 13 juli 2021                                  | Jamaica − Suriname                            | 2 – 0                                         | CONCACAF Gold Cup 2021                        | 0                                             |
| 17.                                           | 17 juli 2021                                  | Costa Rica − Suriname                         | 1 – 2                                         | CONCACAF Gold Cup 2021                        | 0                                             |
| 18.                                           | 21 juli 2021                                  | Guadeloupe − Suriname                         | 2 – 1                                         | CONCACAF Gold Cup 2021                        | 0                                             |
| Als speler bij CF Lorca Deportiva             |                                               |                                               |                                               |                                               |                                               |
| 19.                                           | 22 september 2022                             | Suriname − Nicaragua                          | 2 – 1                                         | Vriendschappelijk                             | 0                                             |